# Hertog van Bedford

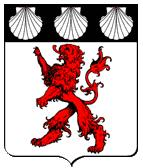
Wapen van de Bedfords

Graaf van Bedford (Engels: Earl of Bedford) en hertog van Bedford (Engels: Duke of Bedford) zijn Engelse adellijke titels. 
De titel graaf van Bedford werd voor het eerst gecreëerd in 1138 door Stefanus van Engeland voor Hugh de Beaumont, zoon van Robert de Beaumont, 1e graaf van Leicester. Hij verloor deze titel weer in 1142. In de 14e eeuw werd de titel opnieuw gecreëerd voor de schoonzoon van koning Eduard III van Engeland, Enguerrand de Coucy. 
In 1414 werd de titel hertog van Bedford voor het eerst verleend door Hendrik IV voor zijn derde zoon, Jan. De titel werd in 1470 en 1485 opnieuw gecreëerd voor respectievelijk George Nevill en Jasper Tudor.
Momenteel zijn de titels in bezit van de familie Russell. John Russell, adviseur van Hendrik VIII en Eduard VI, werd in 1551 beleend met de titel graaf van Bedford. Zijn nakomeling William Russell, 5e graaf van Bedford, werd na de verdrijving van Jacobus II door Willem III verheven tot hertog. 
Aanvullende titels van de hertog van Bedford zijn: markies van Tavistock (marquess of Tavistock; deze titel wordt doorgaans door de oudste zoon van de hertog gedragen), graaf van Bedford, baron Russell of Cheneys, baron Russell of Thornaugh in het graafschap Northamptonshire en baron Howland of Streatham in het graafschap Surrey.
De familiezetel is Woburn Abbey (Bedfordshire).

## Graaf van Bedford, Eerste creatie (1138)
- 1138 – 1142 Hugo van Beaumont, 1e graaf van Bedford

## Graaf van Bedford, Tweede creatie (1366)
- 1366 – 1377 Engelram van Coucy (1340 - 1397), 1e graaf van Bedford

## Hertog van Bedford, Eerste creatie (1414)
- 1414 – 1435 Jan van Lancaster (1389 - 1435), 1e hertog van Bedford, 1e graaf van Kendal; zoon van Hendrik IV van Engeland

## Hertog van Bedford, Tweede creatie (1470)
- 1470 – 1478 George Nevill (1457 - 1483), 1e hertog van Bedford
- 1478 - 1479 George Plantagenet (1477 - 1479), 1e hertog van Bedford

## Hertog van Bedford, Derde creatie (1470)
- 1485 – 1495 Jasper Tudor (1431 - 1495), 1e hertog van Bedford, zoon van Owen Tudor

## Graaf van Bedford, Vierde creatie (1551)
- 1551 – 1555 John Russell (1485 - 1555), 1e graaf van Bedford
- 1555 – 1585 Francis Russell (1527 - 1585), 2e graaf van Bedford
- 1585 – 1627 Edward Russell (1572 - 1627), 3e graaf van Bedford
- 1627 – 1641 Francis Russell (1593 - 1641), 4e graaf van Bedford
- 1641 – 1700 William Russell (1616 - 1700), 5e graaf en 1e hertog van Bedford

## Hertog van Bedford, Vierde creatie (1694)
- 1694 - 1700 William Russell (1616 - 1700), 1e hertog van Bedford
- 1700 – 1711 Wriothesley Russell (1680 - 1711), 2e hertog van Bedford
- 1711 – 1732 Wriothesley Russell (1708 - 1711), 3e hertog van Bedford
- 1732 – 1771 John Russell (1710 - 1771), 4e hertog van Bedford
- 1771 – 1802 Francis Russell (1765 - 1802), 5e hertog van Bedford
- 1802 – 1839 John Russell (1766 - 1839), 6e hertog van Bedford
- 1839 – 1861 Francis Russell (1788 - 1861), 7e hertog van Bedford
- 1861 – 1872 William Russell (1809 - 1872), 8e hertog van Bedford
- 1872 – 1891 Francis Russell (1819 - 1891), 9e hertog van Bedford
- 1891 – 1893 George Russell (1852 - 1893), 10e hertog van Bedford
- 1893 – 1940 Herbrand Russell (1858 - 1940), 11e hertog van Bedford
- 1940 – 1953 Hastings Russell (1888 - 1953), 12e hertog van Bedford
- 1953 – 2002 Ian Russell (1917 - 2002), 13e hertog van Bedford
- 2002 – 2003 Robin Russell (1940 - 2003), 14e hertog van Bedford
- 2003 - heden Andrew Russell (° 1962), 15e hertog van Bedford